# Andreas Benz (Badminton)

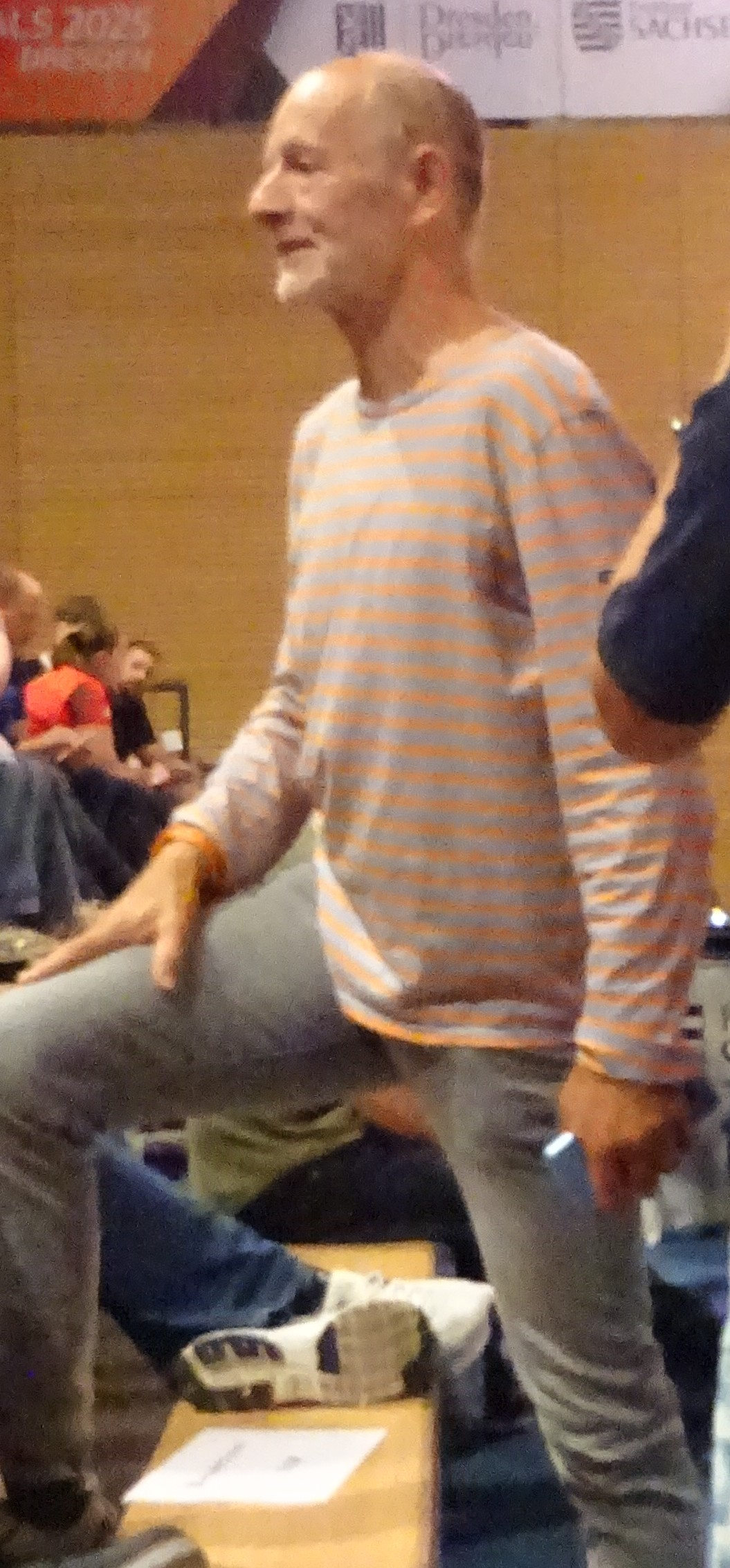
Andreas Benz 2025

Andreas Benz (* 15. Juni 1958 in Gera) ist ein deutscher Badmintonspieler, ehemaliger sächsischer Landestrainer und heutiger Trainer des Radebeuler BV. Im Laufe seiner Karriere gewann Benz acht Medaillen bei den DDR-Einzeltitelkämpfen der Erwachsenen sowie zwölf Medaillen bei den DDR-Mannschaftsmeisterschaften mit dem Team der HSG Lok HfV Dresden. Bei den Senioren wurde er des Weiteren Deutscher Meister, Vize-Europa- und Vize-Weltmeister. Insgesamt erreichte Benz bisher in einer Zeitspanne von über 40 Jahren mehr als 50 Medaillenränge bei Teilnahmen an nationalen und internationalen Meisterschaften.

## Leben und Wirken
Andreas Benz begann seine Karriere bei Motor Hermsdorf unter der Trainerschaft seines Vaters Helmut Benz. Er erkämpfte für diesen Verein sieben Medaillen im Nachwuchsbereich bis 1971. Nach einer neunjährigen Durststrecke meldete er sich 1980 bei den DDR-Meisterschaften mit dem Gewinn der Bronzemedaille im Herrendoppel bei den Erwachsenen zurück. Fünf Titel bei DDR-Meisterschaften der Studenten folgten. Mit dem Team der HSG Lok HfV Dresden gewann er bei den DDR-Mannschaftsmeisterschaften neunmal Silber hinter Einheit Greifswald. Benz gehörte der Badmintonnationalmannschaft der DDR an.
Nach der Wende spielte er beim BV Tröbitz, um 1994 als Spieler und Trainer zum Radebeuler BV zu wechseln. Insbesondere im Mixed mit Heidi Bender erreichte Benz zahlreiche Erfolge; 2004 wurden sie im Mixed Vize-Seniorenweltmeister im Badminton-Stadion von Kuala Lumpur.
Andreas Benz lebt heute in Radebeul. Sein Sohn Daniel Benz (* 1987) spielt in dritter Generation Badminton; erfolgreich ist er in der Deutschen Hochschulmeisterschaft, der Deutschen Juniorenmeisterschaft und der Badminton-Bundesliga unterwegs.

## Sportliche Erfolge
| Rang | Veranstaltung                      | Saison    | Disziplin    | Name |
| ---- | ---------------------------------- | --------- | ------------ | --- |
| 1    | DDR-Bestenermittlung AK 10/11      | 1968/1969 | Mixed        | Andreas Benz / Sylvia Hegel (Motor Hermsdorf) |
| 1    | DDR-Bestenermittlung AK 10/11      | 1968/1969 | Herrendoppel | Andreas Benz / Uwe Biering (Motor Hermsdorf) |
| 2    | DDR-Einzelmeisterschaft AK 10/11   | 1969/1970 | Mixed        | Andreas Benz / Karin Brestrich (Motor Hermsdorf / Lok Gera) |
| 3    | DDR-Einzelmeisterschaft AK 10/11   | 1969/1970 | Herreneinzel | Andreas Benz (Motor Hermsdorf) |
| 2    | DDR-Einzelmeisterschaft AK 10/11   | 1970/1971 | Herreneinzel | Andreas Benz (Motor Hermsdorf) |
| 2    | DDR-Einzelmeisterschaft AK 10/11   | 1970/1971 | Herrendoppel | Andreas Benz / Axel Thron (Motor Hermsdorf / Einheit Gotha) |
| 3    | DDR-Einzelmeisterschaft AK 12/13   | 1970/1971 | Mixed        | Andreas Benz / Sylvia Hegel (Motor Hermsdorf) |
| 3    | DDR-Mannschaftsmeisterschaft       | 1979/1980 | Mannschaft   | Lok HfV Dresden (Claus Cassens, Dieter Krompaß, Joachim Völker, Lutz Krompaß, Andreas Benz, Steffen Körbitz, Hans Sossna, Monika Cassens, Angelika Neubert, Dagmar Friedrich) |
| 3    | DDR-Meisterschaft                  | 1979/1980 | Herrendoppel | Steffen Körbitz / Andreas Benz (Lok HfV Dresden) |
| 1    | DDR-Studentenmeisterschaft         | 1980/1981 | Herrendoppel | Andreas Benz / Hans Sossna (TU Dresden) |
| 2    | DDR-Mannschaftsmeisterschaft       | 1980/1981 | Mannschaft   | Lok HfV Dresden (Andreas Benz, Steffen Körbitz, Dieter Krompaß, Hans Sossna, Joachim Völker, Claus Cassens, Monika Cassens, Angelika Neubert, Dagmar Friedrich)               |
| 2    | DDR-Studentenmeisterschaft         | 1980/1981 | Mixed        | Andreas Benz / Dagmar Friedrich (TU Dresden – Lok HfV Dresden) |
| 3    | DDR-Studentenmeisterschaft         | 1980/1981 | Herreneinzel | Andreas Benz (TU Dresden – Lok HfV Dresden) |
| 2    | DDR-Mannschaftsmeisterschaft       | 1981/1982 | Mannschaft   | Lok HfV Dresden (Andreas Benz, Claus Cassens, Joachim Völker, Steffen Körbitz, Dieter Krompaß, Dagmar Friedrich, Monika Cassens)                                              |
| 1    | DDR-Studentenmeisterschaft         | 1982/1983 | Herrendoppel | Andreas Benz / Hans Sossna (HSG Lok HfV Dresden) |
| 1    | DDR-Studentenmeisterschaft         | 1982/1983 | Mixed        | Andreas Benz / Ilona Ryk (Lok HfV Dresden / Ernst-Moritz-Arndt-Universität Greifswald – Einheit Greifswald)                                                                   |
| 2    | DDR-Mannschaftsmeisterschaft       | 1982/1983 | Mannschaft   | Lok HfV Dresden (Andreas Benz, Claus Cassens, Joachim Völker, Steffen Körbitz, Michael Huber, Dieter Krompaß, Hans Sossna, Monika Cassens, Dagmar Friedrich)                  |
| 2    | DDR-Studentenmeisterschaft         | 1982/1983 | Herreneinzel | Andreas Benz (Lok HfV Lok Dresden) |
| 2    | DDR-Mannschaftsmeisterschaft       | 1983/1984 | Mannschaft   | Lok HfV Dresden (Andreas Benz, Steffen Körbitz, Hans Sossna, Joachim Völker, Claus Cassens, Dieter Krompaß, Sven Hauswald, Monika Cassens, Birgit Harder, Monika Geier)       |
| 3    | DDR-Meisterschaft                  | 1983/1984 | Mixed        | Andreas Benz / Birgit Kämmer (Lok HfV Dresden / Einheit Greifswald) |
| 1    | DDR-Studentenmeisterschaft         | 1984/1985 | Herreneinzel | Andreas Benz (HfV Dresden) |
| 1    | DDR-Studentenmeisterschaft         | 1984/1985 | Herrendoppel | Andreas Benz / Martin Schiedt (HfV Dresden / TU Dresden) |
| 2    | DDR-Mannschaftsmeisterschaft       | 1984/1985 | Mannschaft   | Lok HfV Dresden (Andreas Benz, Michael Huber, Claus Cassens, Joachim Völker, Monika Cassens, Dagmar Friedrich)                                                                |
| 3    | DDR-Meisterschaft                  | 1984/1985 | Herrendoppel | Steffen Körbitz / Andreas Benz (Lok HfV Dresden) |
| 3    | DDR-Meisterschaft                  | 1984/1985 | Mixed        | Andreas Benz / Birgit Kämmer (Lok HfV Dresden / Einheit Greifswald) |
| 3    | DDR-Mannschaftsmeisterschaft       | 1985/1986 | Mannschaft   | Lok HfV Dresden (Andreas Benz, Michael Huber, Joachim Völker, Claus Cassens, Steffen Körbitz, Monika Cassens, Monika Geier)                                                   |
| 3    | DDR-Meisterschaft                  | 1985/1986 | Mixed        | Andreas Benz / Birgit Kämmer (Lok HfV Dresden / Einheit Greifswald) |
| 2    | DDR-Mannschaftsmeisterschaft       | 1986/1987 | Mannschaft   | Lok HfV Dresden (Andreas Benz, Michael Huber, Joachim Völker, Claus Cassens, Steffen Körbitz, Monika Cassens, Birgit Harder)                                                  |
| 2    | DDR-Mannschaftsmeisterschaft       | 1987/1988 | Mannschaft   | Lok HfV Dresden (Andreas Benz, Monika Cassens, Joachim Völker, Michael Huber, Steffen Körbitz, Claus Cassens, Birgit Harder)                                                  |
| 2    | DDR-Mannschaftsmeisterschaft       | 1988/1989 | Mannschaft   | Lok HfV Dresden (Andreas Benz, Joachim Völker, Michael Huber, Steffen Körbitz, Lutz Jenke, Monika Cassens, Birgit Harder)                                                     |
| 3    | DDR-Meisterschaft                  | 1988/1989 | Herrendoppel | Andreas Benz / Joachim Schimpke (Lok HfV Dresden / Einheit Greifswald) |
| 2    | DDR-Mannschaftsmeisterschaft       | 1989/1990 | Mannschaft   | Lok HfV Dresden (Lutz Jenke, Joachim Völker, Dirk Otto, Monika Cassens, Steffen Körbitz, Birgit Mengs, Michael Huber, Andreas Benz)                                           |
| 3    | DDR-Meisterschaft                  | 1989/1990 | Herrendoppel | Joachim Völker / Andreas Benz (Lok HfV Dresden) |
| 3    | DDR-Meisterschaft                  | 1989/1990 | Mixed        | Andreas Benz / Monika Cassens (Lok HfV Dresden) |
| 2    | Deutsche Seniorenmeisterschaft O32 | 1998/1999 | Mixed        | Andreas Benz / Elke Hoffmann (SV Dresden-Neustadt) |
| 2    | Deutsche Seniorenmeisterschaft O40 | 2000/2001 | Herreneinzel | Andreas Benz (Radebeuler BV) |
| 3    | Deutsche Seniorenmeisterschaft O40 | 2000/2001 | Mixed        | Andreas Benz / Dagmar Mulansky (Radebeuler BV) |
| 2    | Deutsche Seniorenmeisterschaft O40 | 2001/2002 | Mixed        | Andreas Benz / Dagmar Mulansky (Radebeuler BV / USV TU Dresden) |
| 3    | Deutsche Seniorenmeisterschaft O40 | 2001/2002 | Herreneinzel | Andreas Benz (Radebeuler BV) |
| 1    | Deutsche Seniorenmeisterschaft O40 | 2002/2003 | Mixed        | Andreas Benz / Heidi Bender (Radebeuler BV / PSV Bremen) |
| 2    | Deutsche Seniorenmeisterschaft O40 | 2002/2003 | Herrendoppel | Andreas Benz / Konrad Reuther (Radebeuler BV / 1. BC Hütschenhausen) |
| 1    | Deutsche Seniorenmeisterschaft O40 | 2003/2004 | Mixed        | Andreas Benz / Heidi Bender (Radebeuler BV / PSV Bremen) |
| 3    | Deutsche Seniorenmeisterschaft O40 | 2003/2004 | Herrendoppel | Andreas Benz / Konrad Reuther (Radebeuler BV / 1. BC Hütschenhausen) |
| 2    | Senioren-Europameisterschaft 45+   | 2004      | Herrendoppel | Andreas Benz / Thomas Herttrich (Radebeuler BV / TSV Lauf) |
| 2    | Senioren-Weltmeisterschaft 45+     | 2004      | Mixed        | Andreas Benz / Heidi Bender (Radebeuler BV / PSV Bremen) |
| 1    | Deutsche Seniorenmeisterschaft O45 | 2004/2005 | Mixed        | Andreas Benz / Heidi Bender (Radebeuler BV / PSV Bremen) |
| 1    | Deutsche Seniorenmeisterschaft O45 | 2005/2006 | Mixed        | Andreas Benz / Heidi Bender (Radebeuler BV / PSV Bremen) |
| 2    | Deutsche Seniorenmeisterschaft O45 | 2006/2007 | Mixed        | Andreas Benz / Heidi Bender (Radebeuler BV / PSV Bremen) |
| 2    | Deutsche Seniorenmeisterschaft O50 | 2008/2009 | Mixed        | Andreas Benz / Marlies Kiefer (Radebeuler BV / HSG DHfK Leipzig) |
| 3    | Deutsche Seniorenmeisterschaft O50 | 2008/2009 | Herreneinzel | Andreas Benz (Radebeuler BV) |
| 3    | Deutsche Seniorenmeisterschaft O50 | 2009/2010 | Mixed        | Andreas Benz / Elke Rost (Radebeuler BV / TSV Niederwürschnitz) |
| 3    | Deutsche Seniorenmeisterschaft O50 | 2010/2011 | Herrendoppel | Andreas Benz / Michael Müller (Radebeuler BV / SG Kelkheim) |
| 3    | Deutsche Seniorenmeisterschaft O50 | 2011/2012 | Herrendoppel | Andreas Benz / Wolfgang Pasler (Radebeuler BV / TSV Niederwürschnitz) |
| 3    | Deutsche Seniorenmeisterschaft O50 | 2012/2013 | Mixed        | Andreas Benz / Steffi Reissig (Radebeuler BV / ATSV Freiberg) |